# Autolyse
Le terme autolyse  désigne l'autodestruction (du grec αὐτο- auto- « soi-même » et λύσις / lusis « dissolution »).
Le terme est notamment utilisé pour désigner :
- en psychologie (ou en médecine), le suicide ;
- en médecine légale, une modification naturelle de destruction du corps[Quoi ?] après la mort ;
- en biologie, l'autodestruction[Quoi ?] de cellules (mort cellulaire).

## En psychologie
En psychologie, autolyse est synonyme de suicide.

## En biologie, en médecine légale
Les différents types de mort cellulaire, nécrose (mort non programmée) ou apoptose (mort programmée), sont à distinguer de l’autolyse qui est une
autodestruction cellulaire ou tissulaire qui survient après la mort ou par modification de la signalisation cellulaire au niveau de récepteurs membranaires.
L'autolyse aseptique est obtenue en laissant simplement se dégrader l'organe par mort des cellules en conditions stériles. En biologie, le résultat d'une autolyse est un autolysat, qui est parfois utilisé en homéopathie. Par exemple, c'est un autolysat de cœur et de foie de canard qui est utilisé pour fabriquer l'oscillococcinum.
L’autolyse est utilisée en boucherie car la viande cuite juste après l’abattage se révèle dure à manger. Pour l’attendrir, il faut attendre quelques jours durant lesquels se produit le début de dégradation des cellules : c'est la phase de maturation.
En médecine, l'autolyse est une modification de destruction du corps à la suite du décès d'une personne. Elle est ni plus ni moins qu'un mécanisme de rupture des membranes cellulaires. Entre les milieux intra- et extra-cellulaire un équilibre ionique est maintenu grâce à une membrane, cette membrane étant portée par un certain nombre de protéines membranaires. La plus connue et la plus importante de ces protéines membranaires est la pompe NaK ATPase. À partir du moment où la personne est décédée il n’y a plus de métabolisme, donc plus de production d’ATP, cette pompe ne permet alors plus d’établir un gradient entre le milieu intracellulaire et le milieu extracellulaire. À partir de ce moment-là l’équilibre ionique n’est plus respecté et les membranes cellulaires éclatent. Cette autolyse est un mécanisme aseptique à la différence de la putréfaction qui est un mécanisme septique.

## Enboulangerie
L'autolyse est une phase de repos de la pâte, en fin de frasage ou après quelques minutes de pétrissage. Pendant ce temps, les protéines dépliées du gluten multiplient les contacts et peuvent ainsi former le réseau glutineux, les amidons et les fibres, à la vitesse d'hydratation propre à chacun de ces processus. Après l'autolyse, la pâte est plus lisse, plus extensible, plus élastique et moins collante : le pain aura à la fois un meilleur aspect (croûte et mie) et un volume plus élevé
.
Pendant cette phase, les enzymes de la farine (α-amylase et β-amylase, et protéases) vont transformer les chaines d'amidon et de gluten, respectivement, en sucres et en peptides,
améliorant la pâte, et notamment son élasticité. L'augmentation des quantités de sucres dans la pâte pourra également favoriser une « pousse » plus importante du pain.

## En brasserie
C'est l'autodestruction des cellules de levures qui, ce faisant, expulsent leur matériel interne. Cela se produit généralement après la fermentation. L'autolyse peut conférer des goûts indésirables à la bière et n'est donc pas souhaitée.

## Dans le vin en œnologie
La remise en suspension des lies pour permettre leur dissolution dans le vin, en cuve, en barrique ou en bouteille, apporte du gras et de la rondeur.

### Sources
- PACES (Première Année Commune aux Études de Santé), cours sur le devenir du corps humain après la mort.